# Kanton Étables-sur-Mer
Der Kanton Étables-sur-Mer war bis 2015 ein französischer Wahlkreis im Arrondissement Saint-Brieuc, im Département Côtes-d’Armor und in der Region Bretagne; sein Hauptort war Étables-sur-Mer.

## Gemeinden
| Gemeinde             | Bretonisch          | Einwohner (2022) | Fläche (km²) | Code postal | Code Insee |
| -------------------- | ------------------- | ---------------- | ------------ | ----------- | ---------- |
| Binic                | Binig               | 3825             | 5.96         | 22520       | 22007      |
| Étables-sur-Mer      | Staol               | 3022             | 9.38         | 22680       | 22055      |
| Lantic               | Lannidig            | 1.799            | 15.81        | 22410       | 22117      |
| Plourhan             | Plourc'han          | 2.137            | 17.24        | 22410       | 22232      |
| Saint-Quay-Portrieux | Sant-Ke-Porzh-Olued | 3.253            | 3.87         | 22410       | 22325      |
| Tréveneuc            | Treveneg            | 813              | 6.65         | 22410       | 22377      |
| Kanton               | Staol               | 14.191           | 58.91        | -           | 2213       |

## Bevölkerungsentwicklung
| 1962   | 1968 | 1975 | 1982   | 1990   | 1999   | 2006   | 2012   |
| ------ | ---- | ---- | ------ | ------ | ------ | ------ | ------ |
| 10.006 | 9706 | 9922 | 10.346 | 10.945 | 11.997 | 13.413 | 14.191 |